# (53319) 1999 JM8
(53319) 1999 JM8 — небольшой околоземный астероид из группы аполлонов, который характеризуется крайне вытянутой орбитой, с эксцентриситетом почти 0,65, что позволяет ему значительно изменять своё расстояние от Солнца, пересекая не только орбиту Земли, но и Марса. Он был открыт 13 мая 1999 года в рамках проекта LINEAR в обсерватории Сокорро.

Орбита астероида 1999 JM8 и его положение в Солнечной системе
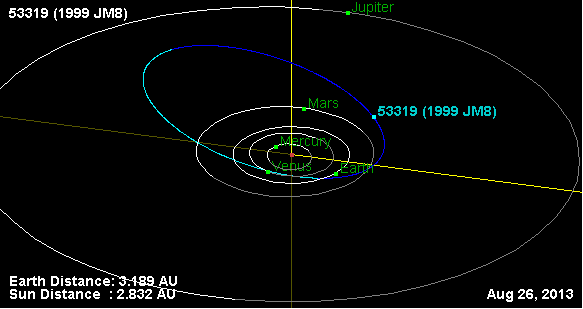
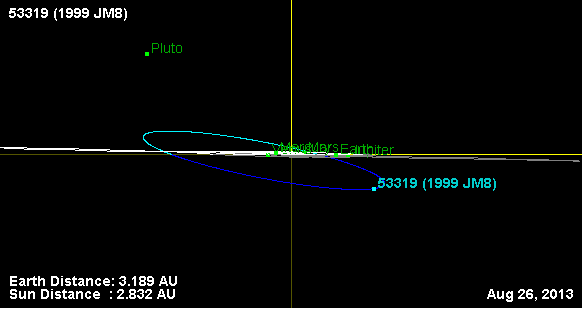
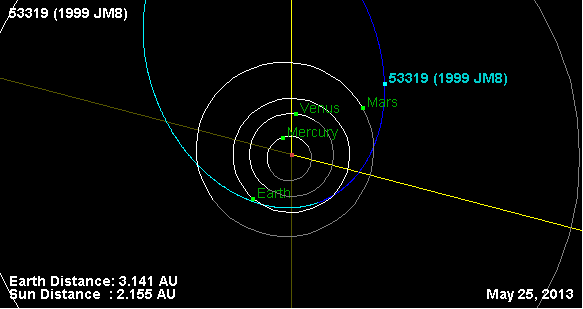

Как и астероид (4179) Таутатис, этот астероид обладает крайне медленной скоростью вращения вокруг своей оси, — один оборот занимает более 5,6 дней (136 часов), что может быть следствием влияния YORP-эффекта. YORP-эффект является следствием эффекта Ярковского и выражается в изменении скорости вращения небольших астероидов неправильной формы под действием давления солнечного излучения, переизлучаемого остывающей поверхностью астероида.
Этот астероид полностью пересекает орбиты Земли, что позволяет причислить его к классу «потенциально опасных объектов». На протяжении последних ста лет этот астероид по крайней мере 5 раз пролетал мимо Земли на расстоянии ближе 30 млн км, а в 1990 году сблизился до расстояния в 5 млн км. Однако в ближайшие 100 лет с ним не связано никаких серьёзных опасений, поскольку в XXI веке его максимальное сближение с Землёй не превысит 38,3 млн км, да и то состоится ещё не скоро, лишь 2075 году.
Радиолокационные наблюдения астероида (53319) 1999 JM8 в обсерваториях Голдстоуна и Аресибо позволили определить его примерный диаметр, который оказался равным около 7 км, а также получить несколько радарных изображений. На них можно увидеть, что астероид обладает довольно причудливой формой, несколько напоминающей форму тела курицы.

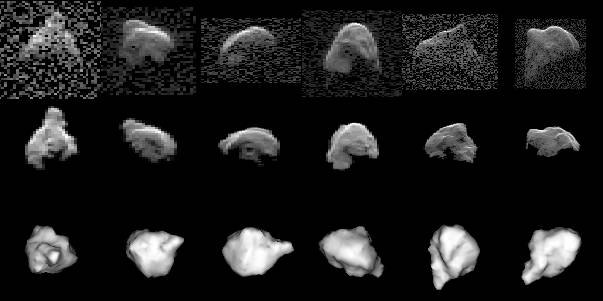
Радарные изображения и компьютерные модели астероида 1999 JM_{8}.
Верхний ряд: необработанные радиолокационные изображения.
Средний ряд: ожидаемое радиолокационное эхо рассчитанное по модели, для сравнения с реальными радиолокационными изображениями.
Нижний ряд: 3-D компьютерная модель астероида.